# IC 4941
IC 4941 је спирална галаксија у сазвјежђу Телескоп која се налази на листи објеката дубоког неба у Индекс каталогу.
Деклинација објекта је - 53° 39' 10" а ректасцензија 20h 6m 58,5s. Привидна величина (магнитуда) објекта IC 4941 износи 14,9 а фотографска магнитуда 15,5. IC 4941 је још познат и под ознакама ESO 185-66, AM 2002-524, PGC 64124.